# オレンジ・プラネット
『オレンジ・プラネット』は、フクシマハルカによる日本の漫画作品。『なかよし』（講談社）にて2006年3月号から2007年12月号まで連載された（ただし、2006年12月号は休載）。単行本は全5巻。

## あらすじ
六年前、両親を亡くした少女・長崎るいの前に、一人の少年が現れた。少年は彼女に「あの一番光ってる星をきみにあげる」と言って「北斗七星」をくれた。そして、寂しくなれば、ハルさんというクマのぬいぐるみに手紙を書けばいいと言い、そのぬいぐるみを彼女に渡した。
るいは中学1年生になった今でもハルさんに手紙を書き続けていた。ある日、ひょんなことから火事に巻き込まれ、大学生・橘栄介に助けられる。るいは、自分を庇って傷を負った彼を、自分の家に住まわせる羽目になってしまう。だが、栄介は、るいの学校に来る教育実習生だった……。

## 登場人物
長崎 るい（ながさき るい）
この漫画の主人公。当初は中学1年生だったが、現在は高校1年生。12月12日（射手座）生まれのB型、身長154cm。
両親は亡くなっているため一人暮らしだったが、後に母の妹であるアカネと暮らすことになり、栄介が以前住んでいたマンションの部屋の隣に住んでいる。
両親が死んで泣いていた時、ある男の子に「あのいちばん光ってる星をきみにあげる」と慰められ、ぬいぐるみのハルさんを贈られた。
幼稚園の頃に太郎のことが好きで告白したがフラれた。中1の時は香が好きだったが、失恋する。一度ラブレターを渡そうとするが失敗。現在（高1）は、栄介のことが好きだと気づく。
栄介との思い出を心にしまって、太郎と付き合うことにしたが、また栄介と出会ってしまい、頭の中は混乱している。
ハルさん
眼帯をつけたくまのぬいぐるみ。『星をくれたお兄ちゃん』が「ハルさんに手紙を書けばいい」とるいに残したもので、るいはそのぬいぐるみを今でも大切にしている。　
橘 栄介（たちばな えいすけ）
るいと一緒に暮らす教育実習生。だが、るいと一緒に暮らしていたことがバレて、離れていってしまう。るいいわく、『フェロモン屋』。
甘夏 太郎（あまなつ たろう）
るいと同じアパートに住んでいた幼馴染。るいのことが好き。学園の女子に人気がある。幼稚園の時に、るいに告白されるが振ってしまい、後悔していた。中3になり、るいに告白をした。
中村 香（なかむら かおる）
るいと同級生。クールな男の子で、太郎の事が好き。
柚原 千晶（ゆずはら ちあき）
るいに『星をくれたお兄ちゃん』だと勘違いされた男の子。性格が悪い。栄介とは従兄弟同士である。
こずえ
るいの親友。家族全員が医者なので、数学が得意。いつも、性に関する本を持ち歩いている。
オリちゃん
るいの親友。家族全員がヤンキーで、漢字が得意。
花岡 めのあ（はなおか めのあ）
学校一のアイドル。太郎のことが好きで、中学・高校と一緒だった。高校では、るいと同じチア部に入部。
チカ先輩
るいの部活の先輩。栄介と婚約している。家は大金持ち。10月7日生まれ。

## 書誌情報
- フクシマハルカ『オレンジ・プラネット』講談社〈講談社コミックスなかよし〉全5巻
  1. 2006年8月4日発売、ISBN 4-06-364116-3[1]
  2. 2006年12月4日発売、ISBN 4-06-364131-7[2]
  3. 2007年4月6日発売、ISBN 4-06-364144-9[3]
  4. 2007年8月6日発売、ISBN 4-06-364158-9[4]
  5. 2007年12月28日発売、ISBN 4-06-364172-4[5]